# Mowgli's Brothers
Mowgli's Brothers è un cortometraggio di animazione statunitense per la televisione, realizzato da Chuck Jones nel 1977, basato sull'omonimo racconto di Rudyard Kipling.
Lo speciale è stato poi distribuito in VHS dalla Family Home Entertainment nel 1985 e nel 1999, e in DVD dalla Lionsgate.

## Differenze rispetto al racconto
Benché sia una versione abbastanza fedele all'originale vi sono alcune differenze, come il fatto che Shere Khan sia bianco e che Mowgli si fabbrichi dei pantaloni dopo aver visto degli uomini indossare dei vestiti.